# Trechisporales
Trechisporales là một bộ nấm trong lớp Agaricomycetes. Bộ này chỉ chứa một họ duy nhất đó là Hydnodontaceae. Theo thống kê năm 2008, họ Hydnodontaceae bao gồm 15 chi, tướng ứng với 105 loài.